# Eterusia repleta
Eterusia repleta es una especie de lepidóptero ditrisio de la familia Zygaenidae  originaria de Tailandia e India. De hábito de vuelo nocturno. Esta especie es muy similar a Eterusia aeda.

## Descripción
Este lepidóptero presenta una coloración atractiva como una mariposa diurna, con las alas anteriores negras, las posteriores oscuras, con manchas tornasoladas azules, y una característica franja naranja que recorre tanto las alas anteriores como las posteriores, siendo más ancha en las traseras. Su envergadura de alas es de unos 78 mm.
No ha sido observado su comportamiento alimentario.